# Fräulein Doktor (film)
Fräulein Doktor è un film del 1969 diretto da Alberto Lattuada. Narra, in maniera romanzata, le vicende della misteriosa spia tedesca, realmente esistita, Fräulein Doktor, durante la prima guerra mondiale.

## Trama
Primavera 1916, durante la prima guerra mondiale. Due spie tedesche vengono catturate presso una base della Royal Navy, mentre una terza riesce a fuggire. Dall'interrogatorio condotto dal colonnello Foreman, si scopre che il fuggitivo è una donna, nome in codice Fraulein Doktor, identità sconosciuta anche a Mayer, la spia che ha parlato e che accetta di diventare agente "doppiogiochista".
La storia prosegue con l'affondamento della HMS Hampshire, in cui muore Lord Kitchener, che stava andando in missione in Russia. Responsabile del naufragio, un U-boot tedesco, "imbeccato" proprio dalla "Fraulein". I servizi segreti tedeschi simuleranno poi la morte della loro spia, per consentirle di continuare a lavorare sotto copertura, assumendo varie false identità.
Nella parte finale del film, Foreman e Mayer si ritroveranno faccia a faccia con la "Fraulein", ma si uccidono a vicenda, mentre la donna si allontana nella nebbia, sconvolta dagli orrori dell'uso del "gas mostarda", che aveva contribuito a far conoscere ai suoi connazionali.

## Produzione
Gran parte delle riprese del film è stata realizzata in Jugoslavia ed in Ungheria: la passione del maresciallo Tito per il cinema e la disponibilità di un gran numero di comparse a basso costo nei Paesi dell'allora blocco comunista rendeva molto convenienti le scene di massa.
Le vicende narrate nel film fanno riferimento ad alcuni episodi accaduti sul teatro europeo durante la prima guerra mondiale, nonché al personaggio di Fräulein Doktor, la cui identità è attribuita ad Elsbeth Shragmuller od ad Annamarie Lesser.

## Distribuzione
Il film è stato distribuito in Italia ed in diversi altri Paesi con il titolo Fräulein Doktor, in Jugoslavia con il titolo Gospotika Doktor - spijunka bez imena e negli Stati Uniti con il titolo Nameless oppure Betrayal.